# 厚丘県
厚丘県（こうきゅう-けん）は中華人民共和国江蘇省宿遷市にかつて存在した県。現在の沭陽県北部に相当する。

## 歴史
前漢により設置された。南北朝時代になると宋により廃止されたが、北斉が支配するようになると再設置されている。唐代に廃止された。